# Samuel D. McEnery
Samuel D. McEnery (Monroe, 1837. május 28. – New Orleans, 1910. június 28.) az Amerikai Egyesült Államok szenátora (Louisiana, 1897–1910).